# 圣卡拉代克特雷戈梅勒
圣卡拉代克特雷戈梅勒（法語：Saint-Caradec-Trégomel）是法国莫尔比昂省的一个市镇，位于该省西北部，属于蓬蒂维区。该市镇总面积16.12平方公里，2009年时的人口为482人。

## 人口
圣卡拉代克特雷戈梅勒人口变化图示